# Homoeoneuria dolani
Homoeoneuria dolani är en dagsländeart som beskrevs av Edmunds, Berner och Jay R. Traver 1958. Homoeoneuria dolani ingår i släktet Homoeoneuria och familjen Oligoneuriidae. Inga underarter finns listade i Catalogue of Life.